# Абд ар-Раззак Самарканди
Абд ар-Разза́к, полное имя Кемаль-ад-дин Абд ар-Раззак ибн Исхак Самарканди́ (перс. کمال‌الدین عبدالرزاق بن اسحاق سمرقندی‎; из Самарканда происходил, его отец; 1413—1482) — тимуридский персидский историк, шейх.

## Биография
Родился в Герате (северо-запад современного Афганистана). Принадлежал к местной аристократии. Жил в Самарканде (территория современного Узбекистана).
Он состоял при дворе Тимуридов Шахруха и Абу-Са’ида, два раза посылался с дипломатическими поручениями: в 1441/42 год — в Индию и в 1446 году — в Гилян и, наконец, в 1463 году стал шейхом в обители дервишей (ханака), устроенной Шахрухом в Герате. Как и другие его современники, представители блестящей эпохи тимуридов, он пользовался покровительством знаменитого поэта и мецената Алишера Навои.
Является автором исторической хроники «Место восхода двух счастливых звёзд и место слияния двух морей» («Матла-и Седайн ва маджма и бахрайн»). Хроника была им написана в период с 1467 по 1471 год, когда он уже был шейхом Герата. Она описывает события татаро-монгольского завоевания мира, историю жизни и завоеваний Тимура и историю Тимуридов с 1304 по 1471 год. Хроника была издана в переводе на узбекский язык А. Урунбаевым в Ташкенте в 1969 году.

### Список произведений
- Места восхода двух счастливых звёзд и места слияния двух морей // Сборник материалов, относящихся к истории Золотой Орды. — М., 1941.